# Neuvy-Saint-Sépulchre
Neuvy-Saint-Sépulchre – miejscowość i gmina we Francji, w Regionie Centralnym, w departamencie Indre.
Według danych na rok 1990 gminę zamieszkiwały 1722 osoby, a gęstość zaludnienia wynosiła 49 osób/km² (wśród 1842 gmin Regionu Centralnego Neuvy-Saint-Sépulchre plasuje się na 229. miejscu pod względem liczby ludności, natomiast pod względem powierzchni na miejscu 240.).